# RIU Hotels
RIU Hotels & Resorts is een Spaanse hotelketen die wereldwijd hotels bezit. De naam is ontleend aan de familienaam Riu. Het bedrijf specialiseert zich in zon- en strandvakanties.
In 2023 bestond de Riu-keten uit 96 hotels verdeeld over 21 landen.
Het concern haalde met haar 49.444 kamers jaarlijks zo'n 6 miljoen klanten binnen.

## Geschiedenis
In 1953 werd het eerste Riu hotel geopend op Mallorca, genaamd Hotel Riu San Francisco. In 1985 opende het eerste hotel buiten de Balearen, namelijk op Gran Canaria. In 1991 startte Riu met het opzetten van internationale hotels. In 2022 stond Riu met 96 hotels op plek 33 van de grootste hotelketens ter wereld.

### Samenwerking TUI Group
In 1977 werd Riu Hotels S.A. opgericht door de familie Riu samen met TUI Group. Destijds met 49% TUI-kapitaal en 51% Riu-familiekapitaal. Na de internationale uitbereidingen van de jaren 90 richtte de Riu-familie samen met TUI Group in 1993 de onderneming RIUSA II SA op, die 100% van de hotels van het merk RIU exploiteert. Het kapitaal van deze nieuwe onderneming is 50-50 verdeeld.

## Hotels
RIU heeft 6 soorten hotels.
- RIU Classic hotels
- RIU Plaza hotels
- RIU Palace hotels
- RIU Clubhotels
- RIU Adults Only hotels
- RIU All Inclusive hotels

## Locaties
| Europa              | Amerika                | Afrika     | Azië                         |
| ------------------- | ---------------------- | ---------- | ---------------------------- |
| Duitsland           | Aruba                  | Kaapverdië | Malediven                    |
| Ierland             | Bahama's               | Marokko    | Sri Lanka                    |
| Portugal            | Costa Rica             | Mauritius  | Verenigde Arabische Emiraten |
| Spanje              | Dominicaanse Republiek | Senegal    |                              |
| Verenigd Koninkrijk | Jamaica                | Tanzania   |                              |
|                     | Mexico                 |            |                              |
| Panama              |                        |            |                              |
| Verenigde Staten    |                        |            |                              |